# Notre-Dame-d'Épine
Notre-Dame-d'Épine è un comune francese di 78 abitanti situato nel dipartimento dell'Eure nella regione della Normandia.

## Società

### Evoluzione demografica
Abitanti censiti